# Гура-Вадулуй (комуна)
Гура-Вадулуй (рум. Gura Vadului) — комуна у повіті Прахова в Румунії. До складу комуни входять такі села (дані про населення за 2002 рік):
- Гура-Вадулуй (1369 осіб)
- Першунарі (951 особа)
- Тохань (230 осіб)

Комуна розташована на відстані 72 км на північ від Бухареста, 34 км на схід від Плоєшті, 131 км на захід від Галаца, 94 км на південний схід від Брашова.

## Населення
За даними перепису населення 2002 року у комуні проживали 2550 осіб.
Національний склад населення комуни:
| Національність | Кількість осіб | Відсоток |
| -------------- | -------------- | -------- |
| румуни         | 2547           | 99,9%    |
| угорці         | 2              | 0,1%     |

Рідною мовою назвали:
| Мова      | Кількість осіб | Відсоток |
| --------- | -------------- | -------- |
| румунська | 2547           | 99,9%    |
| угорська  | 2              | 0,1%     |

Склад населення комуни за віросповіданням:
| Релігія       | Кількість осіб | Відсоток |
| ------------- | -------------- | -------- |
| православні   | 2520           | 98,8%    |
| п'ятдесятники | 23             | 0,9%     |
| адвентисти    | 6              | 0,2%     |
| реформати     | 1              | < 0,1%   |